# New City (New York)
New City è un census-designated place (CDP) degli Stati Uniti d'America e capoluogo della contea di Rockland nello Stato di New York. La popolazione era di 33 559 abitanti al censimento del 2010. Si trova all'interno del comune di Clarkstown e fa parte dell'area metropolitana di New York. Si tratta di un ricco sobborgo di New York, 18 miglia (29 km) a nord della città al suo punto più vicino, Riverdale, Bronx. All'interno della contea di Rockland, New City si trova a nord di Bardonia, a nord-est di Nanuet, ad est di New Square e New Hempstead, a sud di Garnerville e del villaggio di Haverstraw, e ad ovest di Congers, sul lago DeForest.

## Geografia fisica
New City è situata a 41°08′44″N 73°59′42″W (41.145495, −73.994901).
Secondo lo United States Census Bureau, ha un'area totale di 16,4 mi² (42,48 km²).
New City è accessibile dalle principali arterie della contea di Rockland che forniscono un accesso rapido alla contea di Bergen, New Jersey, alla contea di Westchester, New York, e Manhattan e Bronx a New York.

## Società

### Evoluzione demografica
Secondo il censimento del 2010, la popolazione era di 33 559 abitanti.

### Etnie e minoranze straniere
Secondo il censimento del 2010, la composizione etnica del villaggio era formata dal 78,7% di bianchi, il 6,4% di afroamericani, lo 0,2% di nativi americani, il 10,3% di asiatici, lo 0,0% di oceanici, il 2,2% di altre razze, e il 2,2% di due o più etnie. Ispanici o latinos di qualunque razza erano il 9,0% della popolazione.